# Villas Maréchal
Les villas Maréchal sont un ensemble de quatre constructions de style Art nouveau situées en Belgique à Amay dans la province de Liège en Région wallonne.

## Historique
Ces réalisations sont en fait les œuvres posthumes de l'architecte Maréchal qui conçut les plans en 1914 avant de décéder pendant la première guerre mondiale. L'architecte avait réuni pour les concevoir artistes et artisans de qualité qui exécutèrent avec application les travaux de la construction de cet ensemble de  quatre villas Art nouveau.

## Localisation
Ces villas sont situées à Amay au bord de la fréquentée chaussée Roosevelt qui se dirige vers Ampsin et Huy.
Elles se trouvent aux numéros 34, 36, 38 et 40 et portent chacune le nom d'une fleur. De droite à gauche on peut voir:
- au n° 34, la villa des Glycines (châssis blancs)
- au n° 36, la villa des Lys (châssis verts)
- au n° 38, la villa des Roses (châssis rouges)
- au n° 40, la villa des Marguerites (châssis blancs)

## Description
Les quatre villas sont groupées deux par deux et chaque façade est aussi divisée en deux. Ces constructions se trouvent en retrait de la chaussée laissant la place à des jardinets protégés de grilles en fer forgé.
Le matériau de construction est la brique rouge. Elle est montée en boutisse une ligne sur deux. À intervalles plus ou moins réguliers, la brique rouge est remplacée par deux lignes de briques blanches émaillés entourant une ligne composée de briques bleu ciel et de briques rouges en boutisse. Des carreaux de céramique par quatre terminent la décoration de la façade.
Chaque villa se compose d'une partie avancée avec un pignon à angle aigu couvert de bois formant par le bas un demi cercle s'articulant autour de baies en triplet elles-mêmes coiffées d'un arc composé de briques claires. Le premier étage compte une baie avec vitraux colorés et petits bois surmontée de panneaux en céramique reprenant le nom de la villa (un nom de fleur). Au rez-de-chaussée, le même schéma est répété avec une baie plus grande surmontée d'un linteau en métal et, au tympan, de panneaux en céramique représentant la fleur elle-même.
La seconde partie de chaque villa est en retrait. Au premier étage, chaque terrasse est protégée par un balcon en bois alors qu'au rez-de-chaussée, la porte d'entrée vitrée accompagnée de deux petites baies latérales est précédée de quelques marches. Toutes les baies contiennent des vitraux de couleur.

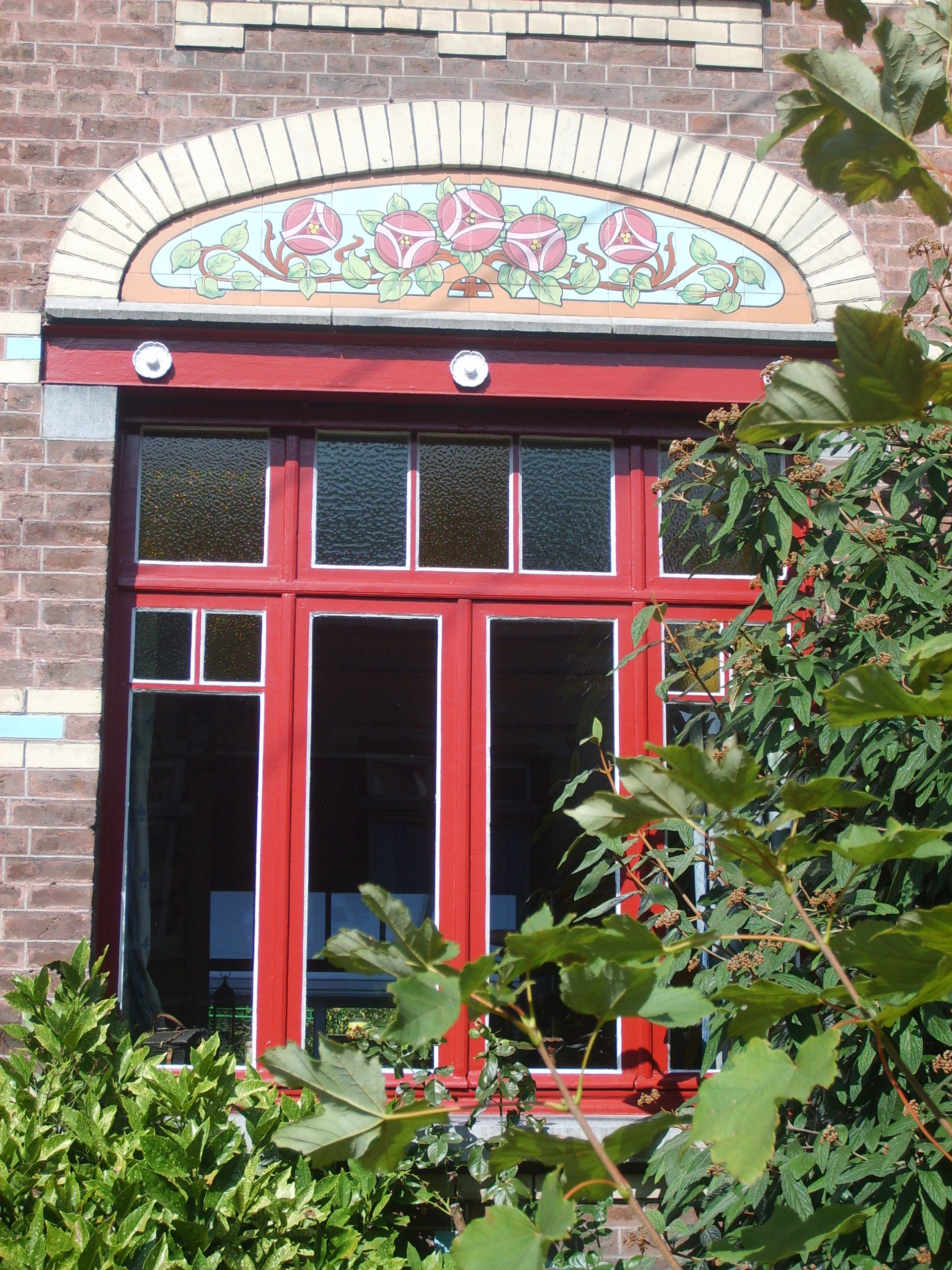
Villa des Roses
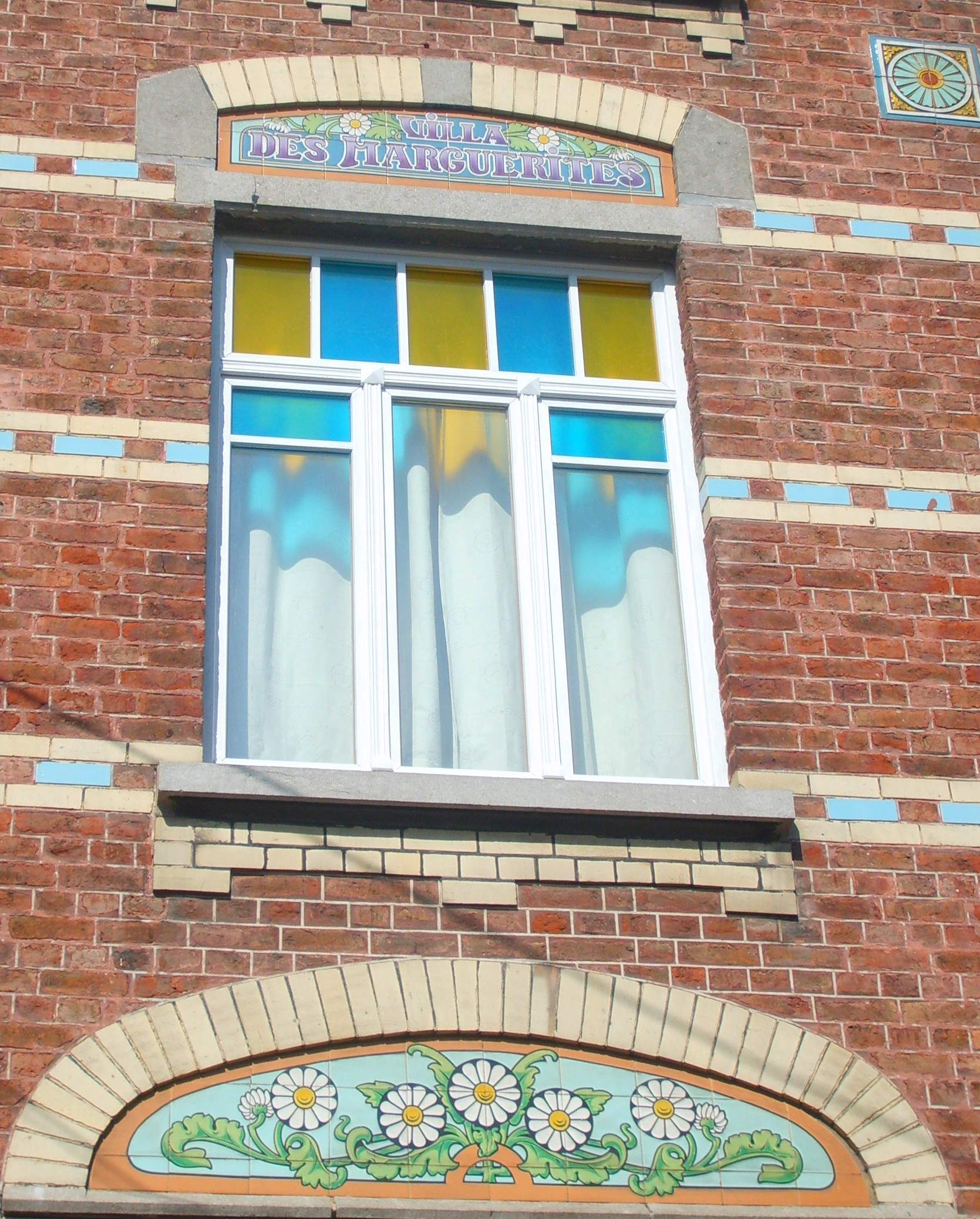
Villa des Marguerites